# School of Visual Arts

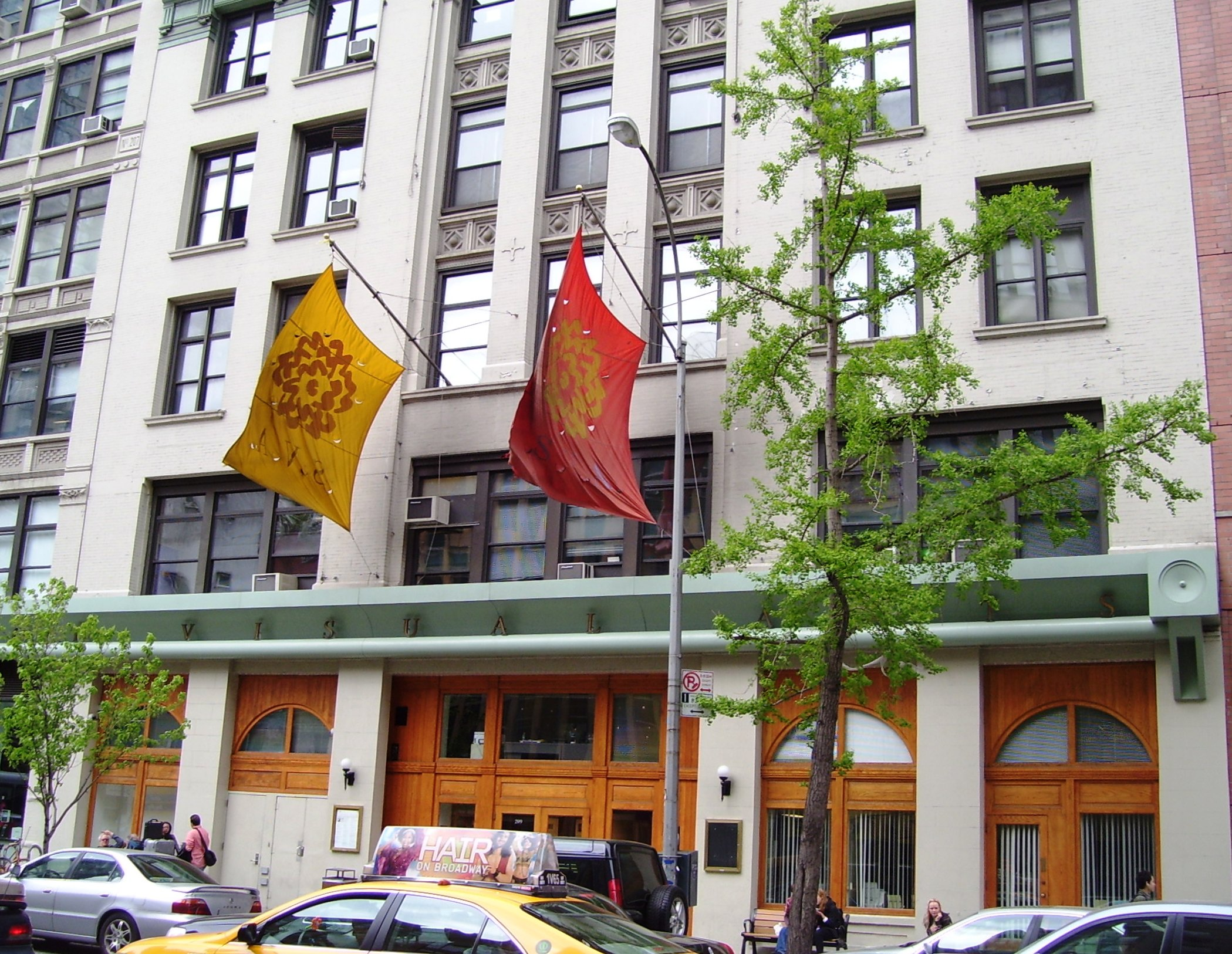
Primo piano dell'edificio al 209 East, 23rd Street

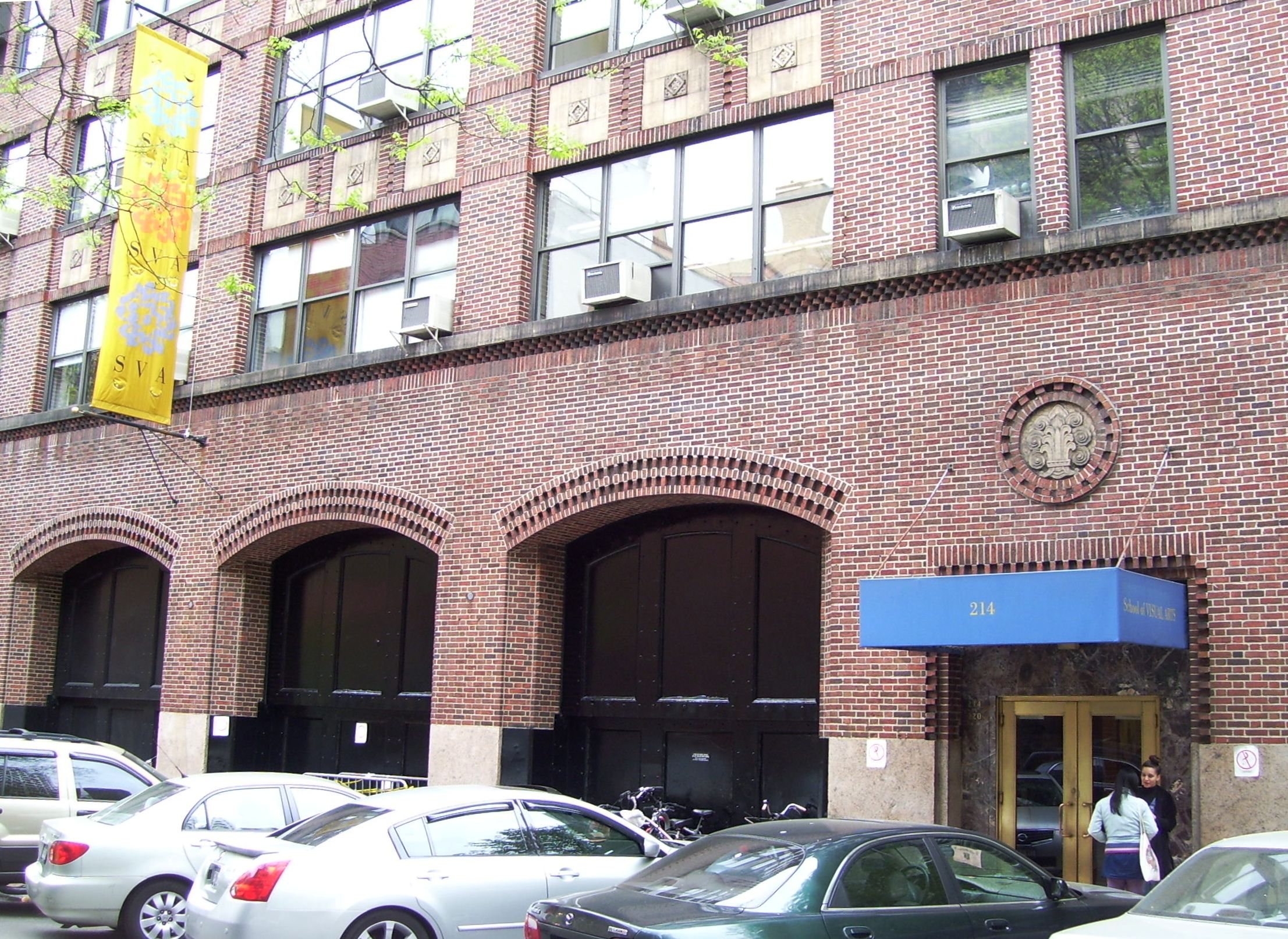
L'edificio al 214 East, 21st Street

La School of Visual Arts New York City (SVA NYC) è un college di arte e design a scopo di lucro a Manhattan, New York. È stata fondata nel 1947 ed è membro dell'Association of Independent Colleges of Art and Design.

## Storia
Questa scuola è stata fondata da Silas H. Rhodes e Burne Hogarth nel 1947 come Cartoonists and Illustrators School; aveva tre insegnanti e 35 studenti, la maggior parte dei quali erano veterani della seconda guerra mondiale che avevano una gran parte delle loro lezioni pagate dal GI Bill del Governo degli Stati Uniti. È stata ribattezzata School of Visual Arts nel 1956 e ha rilasciato i suoi primi diplomi nel 1972. Nel 1983 ha introdotto un Master of Fine Arts in pittura, disegno e scultura.
La scuola ha un corpo insegnante di oltre 1000 persone, tra insegnanti e professionisti delle varie branche artistiche e oltre 3000 studenti. Offre 11 corsi di laurea breve e 22 corsi di laurea magistrale ed è accreditata dalla Middle States Association of Colleges and Schools e dall'Associazione nazionale delle scuole di arte e design.
Il BFA di architettura d'interni è accreditato dal Council for Interior Design Accreditation, l'arteterapia MPS è approvata dall'American Art Therapy Association, e l'istruzione artistica MA è accreditata dal Council for the Accreditation of Educator Preparation.
Il logo della scuola è stato creato nel 1997 da George Tscherny, in occasione del 50º anniversario dalla fondazione e ridisegnato nel 2013.
Nel 2019 la scuola ha avviato il processo di conversione a non profit, con l'organizzazione degli alumni SVA (che è già un'entità esentasse dell'IRS) che pianifica di acquistare la scuola dai suoi proprietari, che stanno andando in pensione.

## Dipartimenti universitari
- BFA in pubblicità
- BFA in animazione
- BFA in cartonista
- BFA in computer art, animazione al computer ed effetti visivi
- BFA in design
- BFA in cinema
- BFA in belle arti
- BFA in illustrazione
- BFA in architettura d'interni
- BFA in fotografia e video
- BFA in visual & critical studies

La scuola dispone di tre dipartimenti universitari senza laurea: storia dell'arte, honors program e lettere e scienze.

## Dipartimenti per laurea
- MFA in scrittura artistica
- MAT in art education
- MFA in art practice
- MPS in terapia artistica
- MPS in marketing
- MFA in computer arts
- MA in teoria critica e arti
- MA in curatorial practice
- MFA in design
- MFA in Design for Social Innovation
- MA design ricerca scientifica, scrittura e critica
- MPS in fotografia digitale
- MPS in regia cinematografica
- MPS in fotografia di moda
- MFA in belle arti
- MFA in illustrazione e saggio visivo
- MFA in interaction design
- MFA in fotografia, video e media correlati
- MFA in prodotti di design
- MFA in film documentario sociale
- MFA in visual narrative[16]

## Formazione continua
La divisione di formazione continua offre corsi senza crediti dalla maggior parte dei dipartimenti; ¿Hablas Diseño?, una selezione di corsi di pubblicità, branding, cartooning, copywriting, illustrazione e marketing tenuti in spagnolo; corsi di sviluppo professionale e formazione aziendale e programmi di residenza estiva.
La scuola offre programmi di studio all'estero a breve termine in vari campi creativi.

## Classifiche
PayScale ha incluso il college nella sua lista Top 10 Art & Design Schools by Salary Potential per il 2013-2014. È classificata al 18º posto tra le scuole di specializzazione in arte in U.S. News & World Report, con il suo programma MFA Photography, Video and Related Media, classificato quinto miglior programma MFA di fotografia nel paese.

## Posizione e campus
La scuola ha diversi edifici nel quartiere di Gramercy Park, sul lato est di Manhattan, e nel quartiere di Chelsea, sul lato ovest. C'è una residenza in Ludlow Street, nel Lower East Side. Dal 1994 al 1997 ha avuto un campus filiale a Savannah, in Georgia; questo è stato chiuso a seguito di una causa intentata dal Savannah College of Art and Design.

### Biblioteca
La biblioteca contiene libri, periodici, registrazioni audio, film e altri media, il Milton Glaser Design Study Centre and Archives, che comprende le collezioni di Chermayeff &amp; Geismar, Seymour Chwast, Heinz Edelmann, Milton Glaser, Steven Heller, Ed McCabe, James McMullan, Tony Palladino, George Tscherny e Henry Wolf,  e gli Archivi SVA, un archivio di materiali relativi alla storia del college.

### Edifici di West 21st Street
L'edificio tra il 133 e 141 West, 21st Street, tra la Sixth Avenue e la Seventh Avenue a Chelsea, ha studi per lezioni di disegno e pittura.
Gli edifici al 132 e 136 West, 21st Street dispongono di uffici, aule e studi per critica d'arte, educazione artistica, arteterapia, cartoni animati, computer art, design, illustrazione e scrittura. L'edificio al 132 West, 21st Street ospita il Visible Futures Lab, un laboratorio con tecnologie di fabbricazione tradizionali ed emergenti, che ospita regolarmente artisti in residenza.

### Teatro
Il teatro si trova al 333 West, 23rd Street, tra Eighth Avenue e Ninth Avenue, a Chelsea. In precedenza era il Clearview Chelsea West Cinema. È stato acquistato nel 2008, ristrutturato e riaperto nel gennaio 2009. Milton Glaser ha progettato l'interno e l'esterno del teatro, compresa la scultura situata in cima. L'edificio di 1900 m2 ospita due auditorium separati, uno con 265 posti e uno con 480, che ospitano incontri di classe, conferenze, proiezioni e altri eventi pubblici. Ha anche ospitato la première newyorkese sul tappeto rosso di The Daybreakers di Ethan Hawke e un elenco diversificato di anteprime mondiali, che vanno dal documentario di Lucy Liu del 2010 Redlight, alla commedia animata della Fox del 2011 Allen Gregory e il film del 2012 The Hunger Games. I partner della comunità che hanno utilizzato il teatro includono i festival cinematografici Tribeca e GenArt, l'iniziativa ambientale PlaNYC del sindaco Michael Bloomberg e l'Ufficio del cinema, teatro e radiodiffusione del sindaco. Il teatro ospita anche il Dusty Film & Animation Festival, ogni anno dal 1990, che mette in mostra il lavoro di registi e animatori emergenti dei programmi BFA film and video e BFA animation del college.

### Gallerie
La scuola dispone di tre gallerie: la Chelsea Gallery, al 601 West, 26th Street, 15º piano, la Flatiron Gallery, 133/141 West, 21st Street e la Gramercy Gallery, al 209 East, 23rd Street. Le gallerie mostrano un mix di arte studentesca e professionistica, le mostre sono gratuite e aperte al pubblico.

### Residenze
Ci sono diverse residenze disponibili per gli studenti presso lo SVA.
- 23rd Street Residence (ex New Residence), al 215 East, 23rd Street, è un residence in stile appartamento riservato ai nuovi studenti.[34][35]
- Gramercy Women's Residence, al 17 di Gramercy Park South, ospita solo studentesse. Le residenti hanno una chiave condivisa per il Gramercy Park.[36]
- Ludlow Residence, al numero 101 di Ludlow Street.[37] Questo edificio residenziale è stato inaugurato nel 2009 e ospita 350 studenti in 259 camere singole e 47 doppie.
- 24th Street Residence, è una residenza di 14 piani di 13.565 m2 che è stata aperta nell'agosto 2016. Il sito è stato acquistato da Magnum Real Estate Group e 40 North nell'aprile 2015 per 32,25 milioni di dollari dall'organizzazione no profit International Center for the Disabled. Ospita 505 residenti in 242 suite, inclusi uffici, e funge da residenza principale della scuola. È anche la base delle operazioni della scuola Residence Life,[38] International Students Office,[39] Student Affairs,[40] e del governo studentesco, la Visual Arts Student Association.[41]

#### Ex residenze
- George Washington Residence, al 23 di Lexington Avenue.[34] Il contratto di locazione della scuola per questo edificio è scaduto all'inizio del 2016, portando alla sua sostituzione come residenza principale della scuola con il Residence 24th Street.[42]